# Viktor Vassine
Pour les articles homonymes, voir Vassine.
Viktor Vladimirovitch Vassine (en russe : Виктор Владимирович Васин), né le 6 octobre 1988 à Léningrad en Russie, est un footballeur international russe, qui évolue au poste de défenseur.

## Biographie

### Carrière en club
Viktor Vassine est issu du centre de formation du Smena-Zénith Saint-Pétersbourg. En 2006, il rejoint le Spartak Naltchik en Premier-Liga, et intègre l'équipe réserve. La saison suivante, il intègre l'équipe première. Le 26 septembre 2007, il fait ses débuts en Premier-Liga contre le Rubin Kazan. Lors de la saison 2009, il est prêté en deuxième division au FK Nijni Novgorod. Il retourne au Spartak, où il dispute 20 rencontres de championnat.
Le 13 janvier 2011, il rejoint le CSKA Moscou pour un montant de transfert de 700 mille d'euros. Le 28 avril 2012, il fait ses débuts au CSKA lors de la 41e journée contre le Spartak Moscou.
Le 14 juillet 2014, il est prêté au Mordovia Saransk jusqu'à la fin de la saison. Il fait ses débuts avec sa nouvelle équipe, le 2 août 2014 contre l'Oural Iekaterinbourg. Apres une bonne saison, il fait son retour au CSKA, où il joue très peu seulement sept matchs dont trois en championnat. Le 25 novembre 2015, il fait ses débuts en Ligue des champions contre VfL Wolfsburg.
Le 1er juillet 2016, il est prêté au FK Oufa jusqu'à la fin de la saison. Il fait ses débuts avec sa nouvelle équipe, le 31 juillet 2016 contre l'Oural Iekaterinbourg.

### Carrière internationale
Viktor Vassine compte trois sélections avec l'équipe de Russie depuis 2010,.
Il est convoqué pour la première fois en équipe de Russie par le sélectionneur national Dick Advocaat, pour un match amical contre la Belgique le 17 novembre 2010. Il entre à la 46e minute de la rencontre, à la place de Vassili Bérézoutski. La rencontre se solde par une défaite 2-0 des Russes.

## Palmarès
- Avec le CSKA Moscou
  - Champion de Russie en 2016
  - Vainqueur de la Coupe de Russie en 2013
  - Vainqueur de la Supercoupe de Russie en 2013

## Statistiques
| Saison                | Club                     | Championnat           | Championnat | Championnat | Coupe(s) nationale(s) | Coupe(s) nationale(s) | Compétition(s) continentale(s) | Compétition(s) continentale(s) | Compétition(s) continentale(s) | Russie | Russie | Total | Total |
| Saison                | Club                     | Division              | M.          | B.          | M.                    | B.                    | Comp.                          | M.                             | B.                             | M.     | B.     | M.    | B.    |
| 2007                  | Spartak Naltchik         | D1                    | 1           | 0           | -                     | -                     | -                              | -                              | -                              | -      | -      | 1     | 0     |
| 2008                  | Spartak Naltchik         | D1                    | 4           | 0           | -                     | -                     | -                              | -                              | -                              | -      | -      | 4     | 0     |
| 2010                  | Spartak Naltchik         | D1                    | 20          | 1           | 1                     | 0                     | -                              | -                              | -                              | 1      | 0      | 22    | 1     |
| Sous-total            | Sous-total               | Sous-total            | 25          | 1           | 1                     | 0                     | -                              | -                              | -                              | 1      | 0      | 27    | 1     |
| 2009                  | FK Nijni Novgorod (prêt) | D2                    | 31          | 1           | 3                     | 1                     | -                              | -                              | -                              | -      | -      | 34    | 2     |
| Sous-total            | Sous-total               | Sous-total            | 31          | 1           | 3                     | 1                     | -                              | -                              | -                              | -      | -      | 34    | 2     |
| 2011-2012             | CSKA Moscou              | D1                    | 4           | 0           | -                     | -                     | -                              | -                              | -                              | -      | -      | 4     | 0     |
| 2012-2013             | CSKA Moscou              | D1                    | -           | -           | 3                     | 0                     | -                              | -                              | -                              | -      | -      | 3     | 0     |
| 2013-2014             | CSKA Moscou              | D1                    | -           | -           | 1                     | 0                     | -                              | -                              | -                              | -      | -      | 1     | 0     |
| 2015-2016             | CSKA Moscou              | D1                    | 3           | 0           | 3                     | 0                     | C1                             | 1                              | 0                              | 1      | 0      | 8     | 0     |
| 2016-2017             | CSKA Moscou              | D1                    | 13          | 0           | -                     | -                     | -                              | -                              | -                              | 6      | 0      | 19    | 0     |
| 2017-2018             | CSKA Moscou              | D1                    | 16          | 2           | 1                     | 0                     | C1+C3                          | 10+2                           | 0                              | 4      | 0      | 33    | 2     |
| 2018-2019             | CSKA Moscou              | D1                    | 6           | 0           | -                     | -                     | -                              | -                              | -                              | -      | -      | 6     | 0     |
| 2019-2020             | CSKA Moscou              | D1                    | 11          | 0           | 1                     | 0                     | -                              | -                              | -                              | -      | -      | 12    | 0     |
| 2020-2021             | CSKA Moscou              | D1                    | 13          | 0           | 1                     | 0                     | C3                             | 3                              | 0                              | -      | -      | 17    | 0     |
| 2021-2022             | CSKA Moscou              | D1                    | 5           | 0           | 1                     | 0                     | -                              | -                              | -                              | -      | -      | 6     | 0     |
| Sous-total            | Sous-total               | Sous-total            | 71          | 2           | 11                    | 0                     | -                              | 16                             | 0                              | 11     | 0      | 109   | 2     |
| 2014-2015             | Mordovia Saransk (prêt)  | D1                    | 30          | 2           | 3                     | 2                     | -                              | -                              | -                              | -      | -      | 33    | 4     |
| 2016-2017             | FK Oufa (prêt)           | D1                    | 17          | 0           | -                     | -                     | -                              | -                              | -                              | 1      | 0      | 18    | 0     |
| Sous-total            | Sous-total               | Sous-total            | 47          | 2           | 3                     | 2                     | -                              | -                              | -                              | 1      | 0      | 51    | 4     |
| Total sur la carrière | Total sur la carrière    | Total sur la carrière | 174         | 6           | 18                    | 3                     | -                              | 16                             | 0                              | 13     | 0      | 221   | 9     |